# Japan Display
Japan Display comumente chamada por seu nome abreviado JDI, é uma empresa japonesa, criada em 1 de abril de 2012 após uma joint venture formada pela fusão das unidades de produção de displays de cristal líquido da Sony, Toshiba e Hitachi.

## História
Em 31 de agosto de 2011, Sony, Toshiba e Hitachi concordaram com a fusão de seus respectivos negócios de LCD de pequeno e médio porte, apoiados por um investimento de duzentos bilhões de ienes da INCJ, logo depois, a INCJ e a Panasonic também iniciaram negociações sobre a aquisição de uma das fábricas da empresa.
A JDI iniciou suas operações em 1 de abril de 2012, após ter finalizado o acordo entre as partes interessadas em 15 de novembro de 2011. Em seu inicio a Japan Display tinha 6.200 funcionários, 2,8 bilhões de dólares em caixa e sete divisões diferentes na companhia e a previsão era que nos meses iniciais, a produção de telas alcançasse 600.000 unidades por mês.
Em 19 de março de 2014, a empresa foi listada na primeira seção da Bolsa de Valores de Tóquio.
A JDI acumulou perdas consecutivas desde seu IPO, um plano de reestruturação foi anunciado em agosto de 2017, incluindo o fechamento de uma linha de produção no Japão e demissões de aproximadamente 30% da força de trabalho ou 3.700 pessoas na época.
A partir de 2019, a empresa começou a buscar ativamente novos investimentos à medida que suas dificuldades financeiras se agravavam. Em seguida, assinou um memorando de entendimento para vender 49,82% da empresa para a Suwa Investment Holdings LLC a um preço de venda de 715 milhões de dólares. Suwa era o nome de um grupo de investidores, que incluía o Chinese Silk Road Fund e a Harvest Tech Investment Management, a TPK Holdings de Taiwan e a Fubon Financial Holdings.
Ainda em 2019, no dia 27 de junho, um investimento de 100 milhões de dólares foi anunciado pela Apple, aumentando o preço das ações da JDI em 32% na época e em 26 de dezembro, entrou oficialmente em negociações para vender sua fábrica em Hakusan, para a Sharp Corporation por 80 a 90 bilhões de ienes, o que equivale a cerca de 800 milhões de dólares, com um plano de aproveitar o lucro para o pagamento do empréstimo feito pela Apple, cujo investimento financiou parcialmente a construção da fábrica. A fábrica de Hakusan foi construída em 2015 e iniciou suas operações em 2016 a um custo de 1,5 bilhão de dólares, e está parcialmente ociosa desde junho de 2019, devido ao uso de telas OLED pela Apple.
Devido aos problemas financeiros causados por sua decisão tardia de fabricar telas OLED e o empréstimo da Apple, a filial que produz telas OLED da empresa, chamada de JOLED, ainda não conseguiu competir com outros fabricantes, enquanto mais da metade da receita da JDI ainda veio da redução das vendas de painéis LCD IPS para a Apple.
Em fevereiro de 2020, a Ichigo Asset Management, um fundo multinacional de investimento privado, ganhou o controle da JDI em troca de 715 milhões de dólares em investimentos. Por sua vez, o memorando assinado com Suwa um ano antes foi rescindido.
Em julho de 2020, o CEO da JDI revelou o plano da empresa de iniciar a produção em massa de painéis OLED para smartphones "já em 2022" com uma nova tecnologia de fabricação, acrescentando que isso exigiria um novo financiamento.

## Produtos
A Japan Display atua na criação, fabricação e comercialização de telas compactas e de pequeno e médio porte, além de produtos associados. Seus itens são classificados em duas áreas principais: Equipamentos Portáteis e Soluções Automotivas e Industriais. A linha de Equipamentos Portáteis contempla painéis para smartphones, tablets e outros dispositivos móveis. Já a linha Automotiva e Industrial abrange telas destinadas a veículos, aparelhos eletrônicos para o consumidor final e equipamentos industriais, além de receitas geradas por licenciamento de tecnologias e outras fontes.